# Flotta
Flotta eller armada är en samling fartyg. Oftast avses en örlogsflotta bestående av örlogsfartyg, men det kan också vara en handelsflotta eller fiskeflotta.
I science fiction kan en flotta vara en samling rymdskepp.
Det kan också gälla verbet flotta, för timmertransport